# Lebanon (Virginie)
Pour les articles homonymes, voir Lebanon.
La ville de Lebanon est le siège du comté de Russell, dans l’État de Virginie, aux États-Unis. Lors du recensement de 2010, sa population s’élevait à 3 424 habitants.

## Source
- (en) Cet article est partiellement ou en totalité issu de l’article de Wikipédia en anglais intitulé « Lebanon, Virginia » (voir la liste des auteurs).